# Карпенков, Николай Николаевич
Николай Николаевич Карпенков (бел. Мікалай Мікалаевіч Карпянкоў, род. 6 сентября 1968, Минск, БССР, СССР) — белорусский сотрудник органов внутренних дел, заместитель Министра внутренних дел Республики Беларусь — командующий внутренними войсками (с 2020). Генерал-майор милиции (2021). Командир специального подразделения по борьбе с терроризмом «Алмаз» МВД Республики Беларусь (2003—2010, 1992—1994). С июня 2021 года входит в санкционные списки ЕС, США, ряда других стран.

## Биография
Родился 6 сентября 1968 года в Минске. В 1985 году окончил Минское суворовское военное училище (6 рота).
В 1989 году окончил Ульяновское гвардейское высшее танковое командное училище. Воинскую службу проходил в должности командира роты.
С 1989 по 1993 годы проходил службу в 120-й гвардейской мотострелковой дивизии.
С апреля 1993 года по январь 1995 года проходил службу на оперативных должностях в органах внутренних дел Белоруссии.
В 1992—1994 годах являлся командиром боевой группы подразделения «Беркут», на базе которого в 1994 году было создано антитеррористическое спецподразделение Министерства внутренних дел Республики Беларусь «Алмаз».
С января 1995 года по 2003 год проходил службу на различных должностях в Службе безопасности Президента Республики Беларусь. В 2001 году работал старшим адъютантом 1-го отдела 1-го отдела личной охраны Службы безопасности Президента Республики Беларусь.
В 2002 году окончил Академию МВД Республики Беларусь.
С 2003 года по 27 декабря 2010 года являлся командиром спецподразделения по борьбе с терроризмом «Алмаз». 27 февраля 2004 года Карпенкову досрочно присвоено звание полковника милиции. 2 марта 2006 года руководил задержанием кандидата на президентских выборах Александра Козулина, в ходе чего тот был избит. Во время разгона акций протеста 19 — 20 декабря 2010 года бойцы возглавляемого Карпенковым «Алмаза» отличились особой жестокостью. По свидетельствам потерпевшего кандидата в президенты Владимира Некляева, его лично избивал командир Карпенков.
27 декабря 2010 года освобождён от должности командира Алмаза. В 2011 году назначен начальником 6-го управления (по противодействию экстремизму и борьбе с терроризмом) главного управления по борьбе с организованной преступностью и коррупцией Министерства внутренних дел Республики Беларусь.
С октября 2012 года по 2014 год возглавлял управление по наркоконтролю и противодействию торговле людьми (УПНиПТЛ) криминальной милиции Министерства внутренних дел Республики Беларусь. По данным вышедшего в июне 2025 года журналистского расследования «Бюро», сотрудники УПНиПТЛ годами «крышевали» наркоторговцев, в том числе во время руководства Карпенкова.
С сентября 2014 года по 19 ноября 2020 года работал начальником главного управления по борьбе с организованной преступностью и коррупцией (ГУБОПиК) Министерства внутренних дел Республики Беларусь.
6 сентября 2020 года, во время имевших место в Минске протестов против фальсификаций итогов президентских выборов в Белоруссии 2020 года, Николай Карпенков разбил дубинкой стеклянную дверь в кафе «O’Petit». По заявлению пресс-секретаря МВД РБ Ольги Чемодановой, сотрудники милиции преследовали активных участников несанкционированного мероприятия, которые их провоцировали, а затем попытались скрыться в кафе.
По свидетельствам одного из пострадавших, 29 сентября 2020 года в РУВД Первомайского района Минска Карпенков командовал группой силовиков, которая выбивала ложные признательные показания, впоследствии показанные по каналу «Беларусь 1», от группы схваченных ГУБОПиКом людей, которых побоями и угрозами заставляли сказать на камеру, что им якобы заплатили координаторы. Очевидец запомнил, что Карпенков снимал видео лично, а ему грозил 16 годами тюрьмы, если тот не скажет, что получил тысячу долларов от координатора.
19 ноября 2020 года назначен заместителем Министра внутренних дел Республики Беларусь — командующим внутренними войсками с присвоением воинского звания полковника.
15 января 2021 года в сети интернет была опубликована аудиозапись предполагаемого разговора Карпенкова с подчинёнными осенью 2020 года, в котором он докладывал о выданных ему Александром Лукашенко полномочиях по жёсткому, силовому подавлению протестов в Белоруссии, карт-бланше на применение огнестрельного оружия.
Голос на записи, предположительно принадлежащий Карпенкову, прямо призывает убивать и калечить активных протестующих, используя травматическое оружие, в частности говорит следующее: «Ну, нанесите ему что-то, получается, в каком виде… Либо покалечить, либо изувечить, либо убить. Применять оружие прямо в лоб, прямо в лицо, прямо туда, после чего он уже никогда не вернется в то состояние, в котором он находился. Ну, откачают, так откачают. Не будет у него половины головного мозга — туда ему и дорога».
В записи в качестве примера приводится убийство Александра Тарайковского, заявляется, что он был, вероятно, убит резиновой пулей, а самого протестующего называют «дебилом» и «алкоголиком». Также запись известна тем, что голос упоминает о создании специальных лагерей для участников протестов, назначение которых описывает следующими словами: «ну, не для военнопленных, не для интернированных даже, а лагерь для особо острокопытных, для отселения, и поставить колючую проволоку по периметру». В тот же день Павел Латушко, член президиума Координационного совета, пообещал ознакомить с аудиозаписью Совбез ООН, ЕС, ОБСЕ, руководство России и США с целью принятия международной общественностью мер по недопущению и расследованию государственного терроризма.
2 февраля TUT.BY получил результаты фоноскопической экспертизы записи, опубликованой BYPOL, имеющей «огромное общественное значение» и вызвавшей резонанс не только в Беларуси, но и за её пределами. В аудиозаписи речь идёт об убийстве Александра Трайковского, применении летального оружия и «лагерях для острокопытных». Экспертиза подтвердила, что голос на записи принадлежит Николаю Карпенкову, и не выявила признаков монтажа.
3 октября 2022 года в эфире телеканала СТВ заявил, что оппозиция это «реально бешеные псы, которые заслуживают только одного — смерти».
Внесён в Единую Книгу Регистрации Преступлений.

## Санкции ЕС, США и других стран
Карпенков становился субъектом запрета на поездки и замораживания активов Европейским союзом как часть списка белорусских чиновников, ответственных за политические репрессии, подтасовку результатов голосования и пропаганду. В соответствии с решением Европейского совета от 21 июня 2021 года, как начальник ГУБОПиК Карпенков «несёт ответственность за бесчеловечное и унижающее достоинство обращение с гражданами, участвовавшими в мирных протестах»: их произвольные задержания, избиения группой под его командованием, угрозы применения огнестрельного оружия, в том числе на примере инцидента в кафе «O’Petit» и опубликованной аудиозаписи, — серьёзные нарушения прав человека, связанные с подавлением гражданского общества и демократической оппозиции. 6 июля 2021 года к июньскому пакету санкций ЕС присоединились Албания, Исландия, Лихтенштейн, Норвегия, Северная Македония, Черногория.
21 июня 2021 года Карпенков был включён и в санкционный список специально обозначенных граждан и заблокированных лиц США за личное руководство сотрудниками ГУБОПиК по преследованию и избиению мирных демонстрантов и просочившуюся аудиозапись с обсуждением строительства лагеря для задержанных и рекомендациям силовикам стрелять протестующим в лицо и гениталии. Кроме того, Карпенкова в свои санкционные списки включили Великобритания, Канада, Швейцария.
В январе 2025 года Канада ввела санкции против Игоря и Ирины Карпенковых — сына и жены Николая Карпенкова.

## Награды
- орден «За службу Родине» III степени,[источник не указан 1656 дней]
- медаль «За отличие в воинской службе»,[источник не указан 1656 дней]
- медаль «За безупречную службу» III степени[34],[источник не указан 1656 дней]
- Медаль «За безупречную службу» II степени (2001)[5],
- медали СССР,[источник не указан 1656 дней]
- офицерский кортик,[источник не указан 1656 дней]
- нагрудный знак «бел. Ганаровы супрацоўнік МУС» (с бел. — «Почётный сотрудник МВД»).[источник не указан 1656 дней]